# 盛岡秋田道路
盛岡秋田道路（もりおかあきたどうろ）は、岩手県盛岡市から秋田県秋田市に至る、延長約80キロメートル (km) の地域高規格道路（国道46号）の路線名である。1998年6月16日計画路線に指定。
- 岩手県岩手郡雫石町内の0.7 kmが橋場改良として事業化され、2002年12月4日に開通した[2]。

- 秋田県仙北市田沢湖小松から同市角館町西長野月見堂までの延長6.1 kmが角館バイパスとして事業化されており、起点側から2007年以降順次暫定2車線で開通していき、2013年に全線開通した[3]。

## 事業区間
橋場改良
- 事業区間：岩手県岩手郡雫石町大字橋場 - 岩手県岩手郡雫石町大字橋場[2]
- 延長：700 m[2]

角館バイパス
- 事業区間：秋田県仙北市田沢湖小松字羽根ヶ台 - 秋田県仙北市角館町西長野月見堂[3]
- 延長：6.1 km[3]
- 道路規格：第3種第1級[3]
- 設計速度：80km/h[3]